# Espaço Rap 7
Espaço Rap 7 é a sétima edição da coletânea musical de rap Espaço Rap, produzida por vários artistas do gênero. Foi lançada em 2003 e contém 13 faixas.

## Faixas
1. O Menino do Morro - Facção Central
2. Amor Sentimento Abstrato - Sombra & Bastardo
3. Super Billy (Ao Vivo) - Conexão do Morro
4. Mile Dias - 509-E e Quirino
5. Apenas + 1 (Remix) - Detentos do Rap
6. Faculdade de Mil Grau - Luciano, Tribunal MC's e Cascão
7. Fuga na Z/o - Expressão Ativa
8. Nessa Estrada (Na BR) - RZO, Negra Li e Negro Útil
9. Funeral (Versão Rádio) - Cartel Central
10. Refém da Aminesia - Realidade Cruel
11. O Assalto - Alvos da Lei
12. Dia a Dia de Ladrão - Ndee Naldinho
13. Mano Chega Aí - Z'África Brasil